# Diablo, familia y propiedad
 Diablo, familia y propiedad  es una película documental de Argentina filmada en colores dirigida por Fernando Krichmar según su propio guion sobre una idea de Agustín Fernández que se estrenó el 7 de octubre de 1999.

## Sinopsis
Documental sobre las luchas reivindicativas de los trabajadores de los ingenios azucareros del Noroeste argentino, desde las migraciones forzadas de los aborígenes llevados a trabajar hasta las primeras organizaciones sindicales de los mismos y los sucesos represivos durante el Proceso de Reorganización Nacional..

## Comentarios
Diego Brodersen en El Amante del Cine  escribió:

«Con una mirada casi antropológica en su primera parte…comienza a adoptar, en su descripción de la última dictadura militar y de los cambios políticos ocurridos en años recientes, cierto tono discursivo que no deforma pero sí simplifica. Y lo que en principio resultaba interesante e incluso movilizador termina agotándose por el abuso de los mismos recursos de las campañas proselitistas: la retórica y el didactismo »

Diego Battle en La Nación opinó:

«Exhaustivo y logrado acercamiento desde lo antropológico y lo social…pero con un costado excesivamente politizado, en su discurso casi panfletario, que hace que el film desperdicie parte de sus interesantes valores aertísticos.»

Stella Maris Floris en Sin Cortes dijo:

«Exhaustivo, minucioso y bien logrado acercamiento a las penurias que, durante décadas, han sufrido los…zafreros, que se convierte en valiente y frontal denuncia, desperdiciando por momentos sus encomiables valores artísticos por el tono panfletario.»